# 弗里克塞尔湖

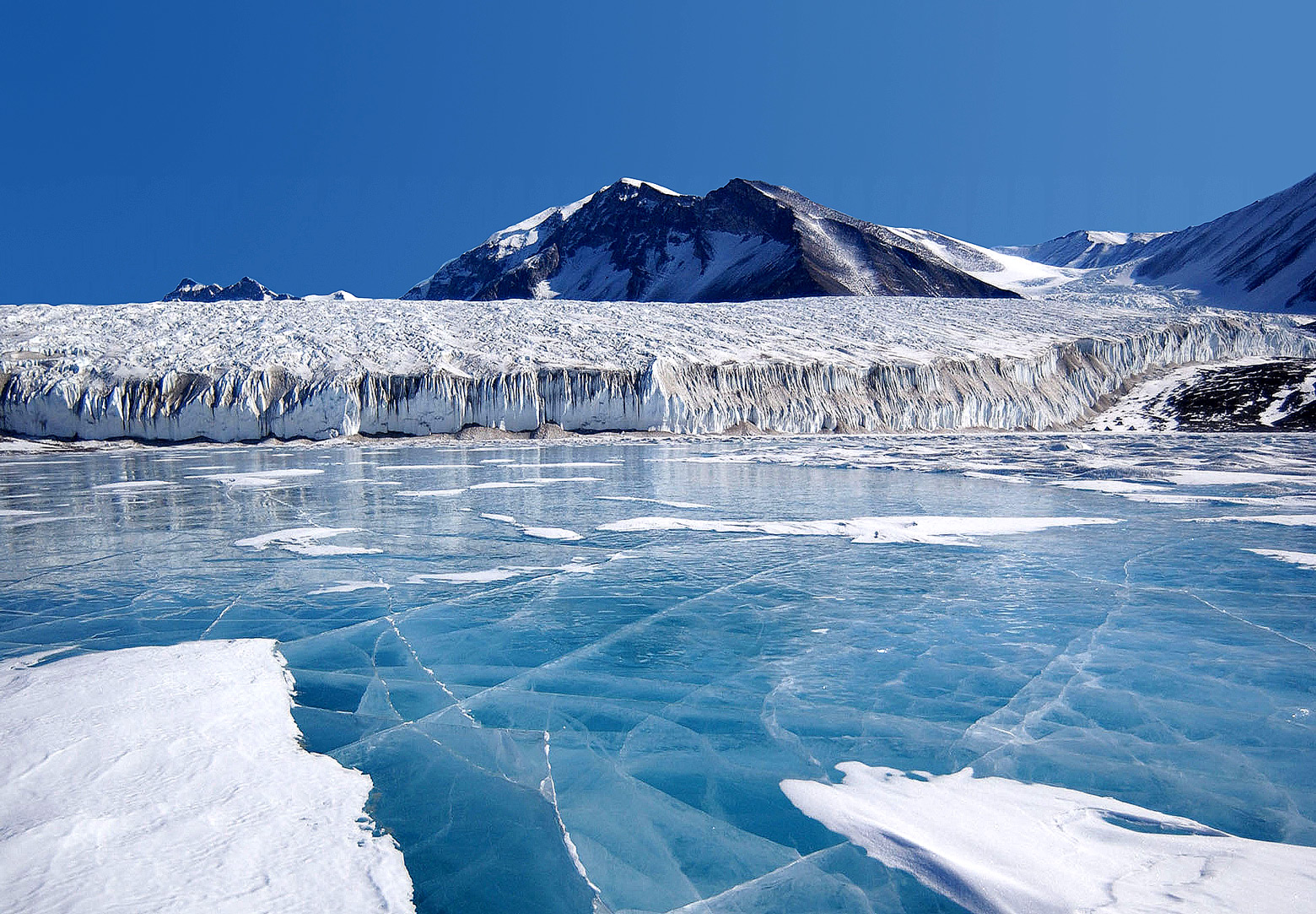
在橫贯南极山脉中覆蓋弗里克塞尔湖的蓝冰来自加拿大冰川和其他较小冰川的冰川融水。留在表面的淡水凝固，封住下面的鹹水。

77°37′S 163°11′E / 77.617°S 163.183°E
弗里克塞尔湖（英語：Lake Fryxell）位于南极洲维多利亚地泰勒谷下端，加拿大冰川和联邦冰川之间，湖面长4.5公里。罗伯特·福尔肯·斯科特率领的英国南极探险队自1910年开始为弗里克塞尔湖绘图，1913年完成绘图工作。1957年至1958年美国海军“深冻行动”中，特洛伊·佩韦教授到过这湖，并以美国伊利诺斯州奥古斯塔那学院冰川地质学家弗里喬夫·弗里克塞爾命名。